# Dalibor Stevanović
Dalibor Stevanović (* 27. September 1984 in Ljubljana) ist ein slowenischer ehemaliger Fußballspieler.

## Vereinskarriere
Dalibor Stevanovič startete seine Karriere als Fußballer 2001 in seiner slowenischen Heimat bei Olimpija Ljubljana. Anschließend ging er zu NK Domzale. Dort wurde er Stammspieler und Leistungsträger. Mit seiner Mannschaft erreichte er die Vize-Meisterschaft hinter ND Gorica. Schnell wurden auch große ausländische Clubs auf den jungen Slowenen aufmerksam. Den Zuschlag bekam schließlich der spanische Traditionsverein Real Sociedad. Dort spielte er in seiner ersten Saison in 16 Spielen und erzielte ein Tor. In der Abstiegssaison 2006/07 wurde er jedoch nur in einem Spiel für die Basken eingesetzt.
Er blieb nach dem Abstieg und ging mit in die Segunda División. Nach erneut nur drei Einsätzen nach dem Abschluss der Hinrunde wurde er an den Zweitligarivalen Deportivo Alavés ausgeliehen. Auch dort kam er anfangs nicht zum Zuge, sondern erst in den letzten Saisonspielen. Nach einem halben Jahr bei Maccabi Petach Tikva kam er in der Winterpause 2008/09 zur SBV Vitesse nach Arnhem. In den Niederlanden konnte Stevanovič sich einen Stammplatz erkämpfen und absolvierte in zweieinhalb Jahren 55 Spiele in der Eredivisie, in welchen er acht Tore erzielte. Zur Saison 2011/12 wechselte er in die Ukraine zu Wolyn Luzk. Jedoch konnte er sich hier nicht akklimatisieren und wechselte in der Wintertransferperiode erneut. Diesmal nach Polen zu Śląsk Wrocław, die zu diesem Zeitpunkt Tabellenführer der Ekstraklasa waren.
Auf die Saison 2017/18 wechselte er zum Schweizer Traditionsverein Servette FC Genève, er erhielt dort einen 2-Jahres-Vertrag. Bald wurde er zu Stade Nyonnais verliehen, wo er nach Festverpflichtung 2020 seine Karriere beendete.

## Nationalmannschaftskarriere
Für die U-21-Nationalmannschaft Sloweniens absolvierte Dalibor Stevanovič zwischen 2005 und 2006 insgesamt acht Länderspiele und erzielte vier Tore. In der A-Nationalmannschaft Sloweniens debütierte er am 28. Februar 2006 in einem Länderspiel gegen Zypern (1:0). Sein erstes und bisher einziges Länderspieltor erzielte er am 14. Oktober 2009 beim 3:0-Sieg gegen San Marino. Mit Slowenien nahm er auch an der WM 2010 in Südafrika teil, kam dort jedoch nicht zum Einsatz.

## Erfolge
- Teilnahme an der WM 2010
- Polnischer Meister (2012)
- Polnischer Supercupsieger (2013)